# Mimenicodes cohici
Mimenicodes cohici là một loài bọ cánh cứng trong họ Cerambycidae.